# Редерауе
Редерауе (њем. Röderaue) општина је у њемачкој савезној држави Саксонија. Једно је од 34 општинска средишта округа Мајсен. Према процјени из 2010. у општини је живјело 3.097 становника. Посједује регионалну шифру (AGS) 14627240.

## Географски и демографски подаци
Редерауе се налази у савезној држави Саксонија у округу Мајсен. Општина се налази на надморској висини од 104 метра. Површина општине износи 29,0 km². У самом мјесту је, према процјени из 2010. године, живјело 3.097 становника. Просјечна густина становништва износи 107 становника/km².

## Међународна сарадња
| Мјесто | Држава    | Врста сарадње | Од    |
| ------ | --------- | ------------- | ----- |
|        | Француска | партнерство   | 1967. |
|        | Пољска    | партнерство   | 2003. |
| Извор  |           |               |       |